# Симфония № 2 (Моцарт)
Симфония № 2 ми-бемоль мажор — симфония, которую приписывают Вольфгангу Амадею Моцарту, хотя вероятно она написана его отцом — Леопольдом. В первом сборнике сочинений Моцарта Alte Mozart-Ausgabe симфония дополнена в некоторых местах редакторами, что позволяет считать её неоконченной. Например, полностью добавлены партии второй скрипки и альта в Menuetto I. В связи с сомнениями в авторстве симфония отсутствует в сборнике Neue Mozart-Ausgabe.

## Структура
1. Allegro
2. Andante
3. Menuetto I & II
4. Presto